# Leandro García Morales
Leandro García Morales (Montevideo, 27 giugno 1980) è un cestista uruguaiano con cittadinanza italiana.

## Carriera
Con l'Uruguay ha disputato cinque edizioni dei Campionati americani (2005, 2007, 2009, 2011, 2013).